# Ferrum (Wirginia)
Ferrum – jednostka osadnicza w Stanach Zjednoczonych, w stanie Wirginia, w hrabstwie Franklin.